# Hans Ruckers
Hans Ruckers est un facteur de clavecins flamand, actif à Anvers à la fin du XVIe siècle et fondateur de la célèbre famille Ruckers.

## Biographie

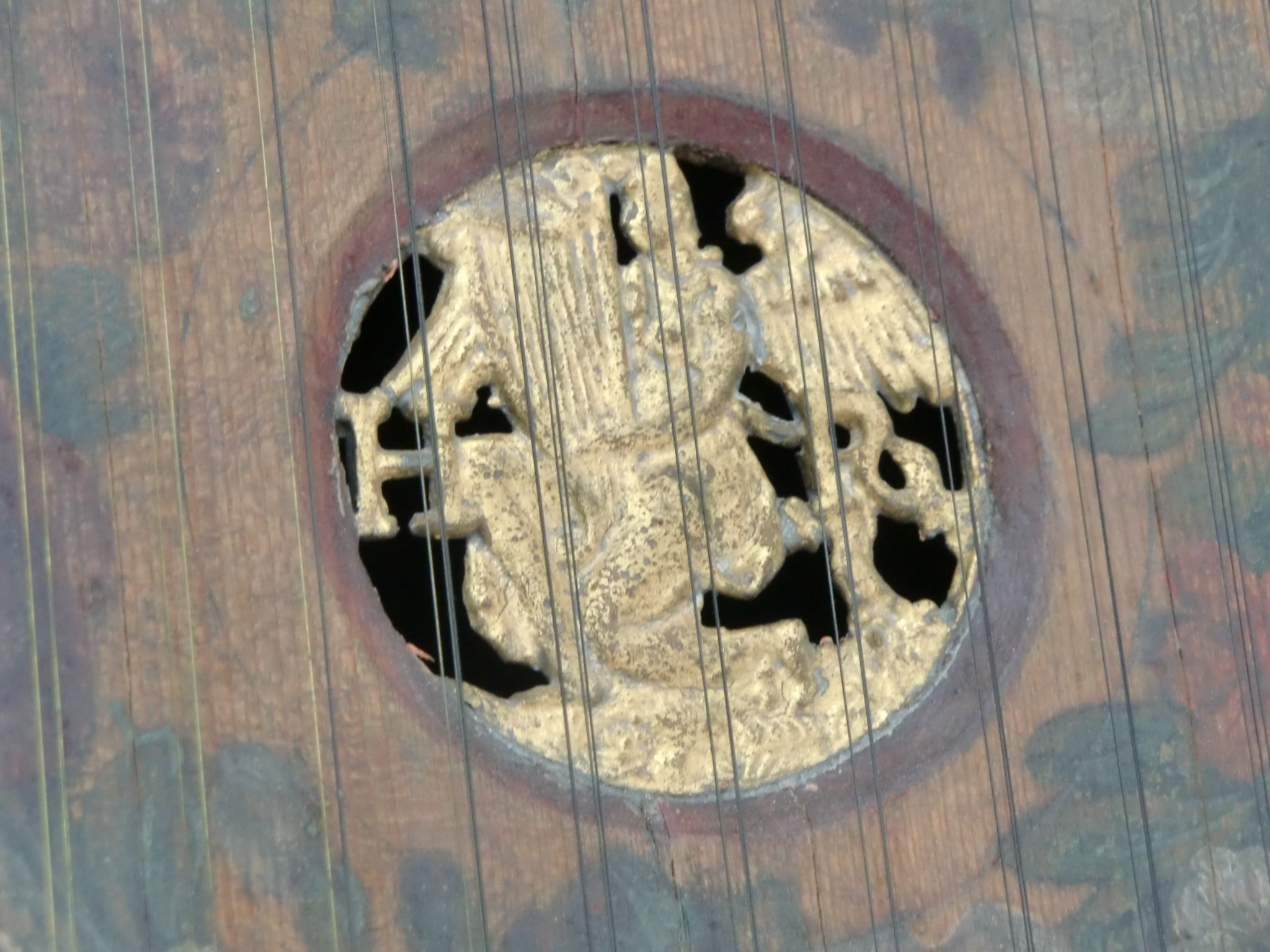
Rosace signée HR (Hans Ruckers)

Sa famille est probablement d'origine allemande. Ses dates de naissance et de décès ne sont pas connues précisément. Il est né à Malines probablement vers 1550 (son père s'appelait Frans Ruckers), et mort à Anvers sans doute en 1598. Le 25 juin 1575, il épousa, à la cathédrale d'Anvers, Adriana (Naenken) Knaeps, fille de propriétaires terriens de Schoten, village proche d'Anvers. L'un des témoins du mariage étant Marten Van der Biest (d) ; ce dernier était l'un des dix facteurs de clavecins anversois ayant réclamé en 1557 et obtenu l'admission de leur profession, comme telle, au sein de la Guilde de Saint-Luc. Le couple eut au total onze enfants, tous baptisés à la cathédrale, dont cinq parvinrent à l'âge adulte. Parmi ceux-ci, deux fils (Ioannes et Andreas) continuèrent l'activité de leur père et une fille, Catharina devint la mère d'un autre éminent facteur de clavecins, Jan Couchet. Hans l'Ancien et ses descendants dominèrent toute la production de clavecins à Anvers pendant presque un siècle, en quantité comme en qualité. 
Hans Ruckers fut admis comme maître facteur de clavecins à la Guilde de Saint-Luc en 1579, il était le dix-neuvième dans cette profession. Il travaillait aussi à la facture et à la maintenance des orgues de la ville. Il habitait non loin de la Maison de Rubens, dans la Jodenstraat (rue des Juifs) d'abord en location puis dans une demeure cossue. La citoyenneté à Anvers lui fut accordée (ou confirmée) en 1594. Il fut inhumé dans la cathédrale, de même que son épouse décédée en 1604.
Le nombre d'instruments attribués de façon certaine à Hans Ruckers, le père, est réduit. George Grant O'Brien en compte cinq :
1. un virginal double (Moeder en kind) de 1581 exposé au Metropolitan Museum de New York[3] ;
2. un virginal à la quinte de 1583, au Musée de la musique à Paris[4] ;
3. un virginal polygonal de 1591, au Musée Gruuthuse de Bruges[5] ;
4. un virginal double (Moeder en kind) de 1591 (Université Yale[6]) ;
5. un combiné clavecin-virginal de 1594 exposé au Musikinstrumenten-Museum de Berlin.

Instruments authentifiés de Hans Ruckers
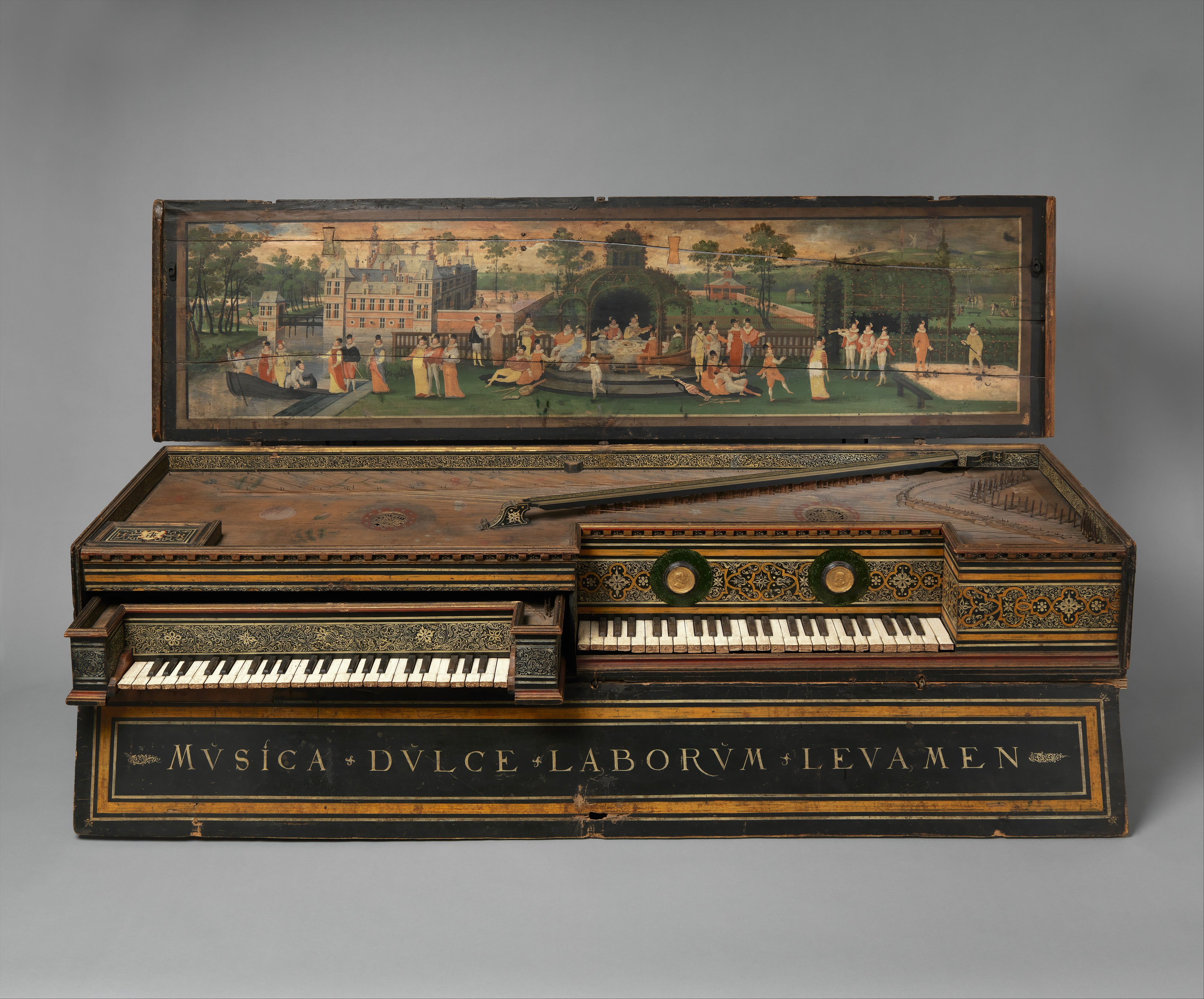
Double virginal de 1581
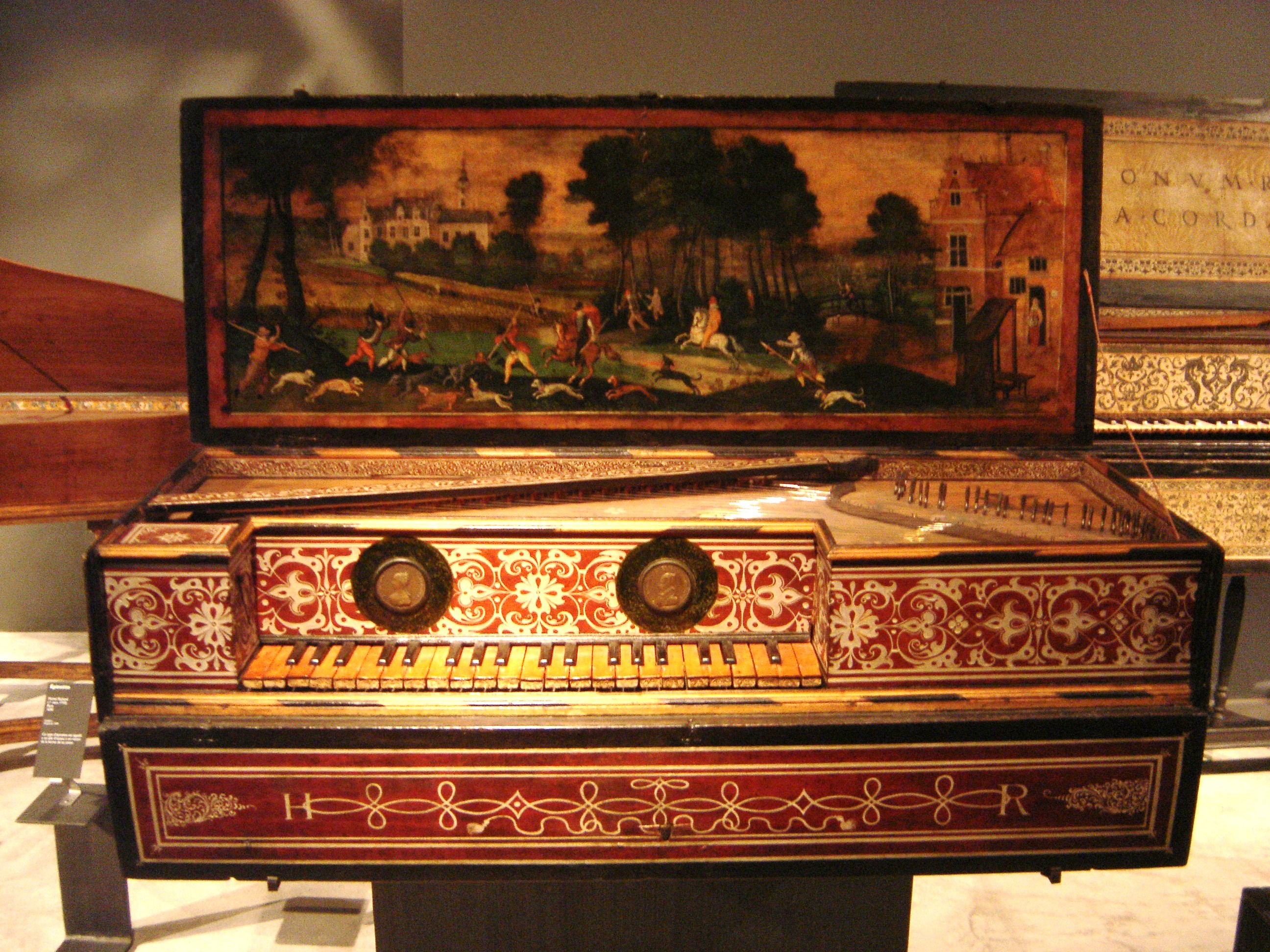
Virginal à la quinte de 1583
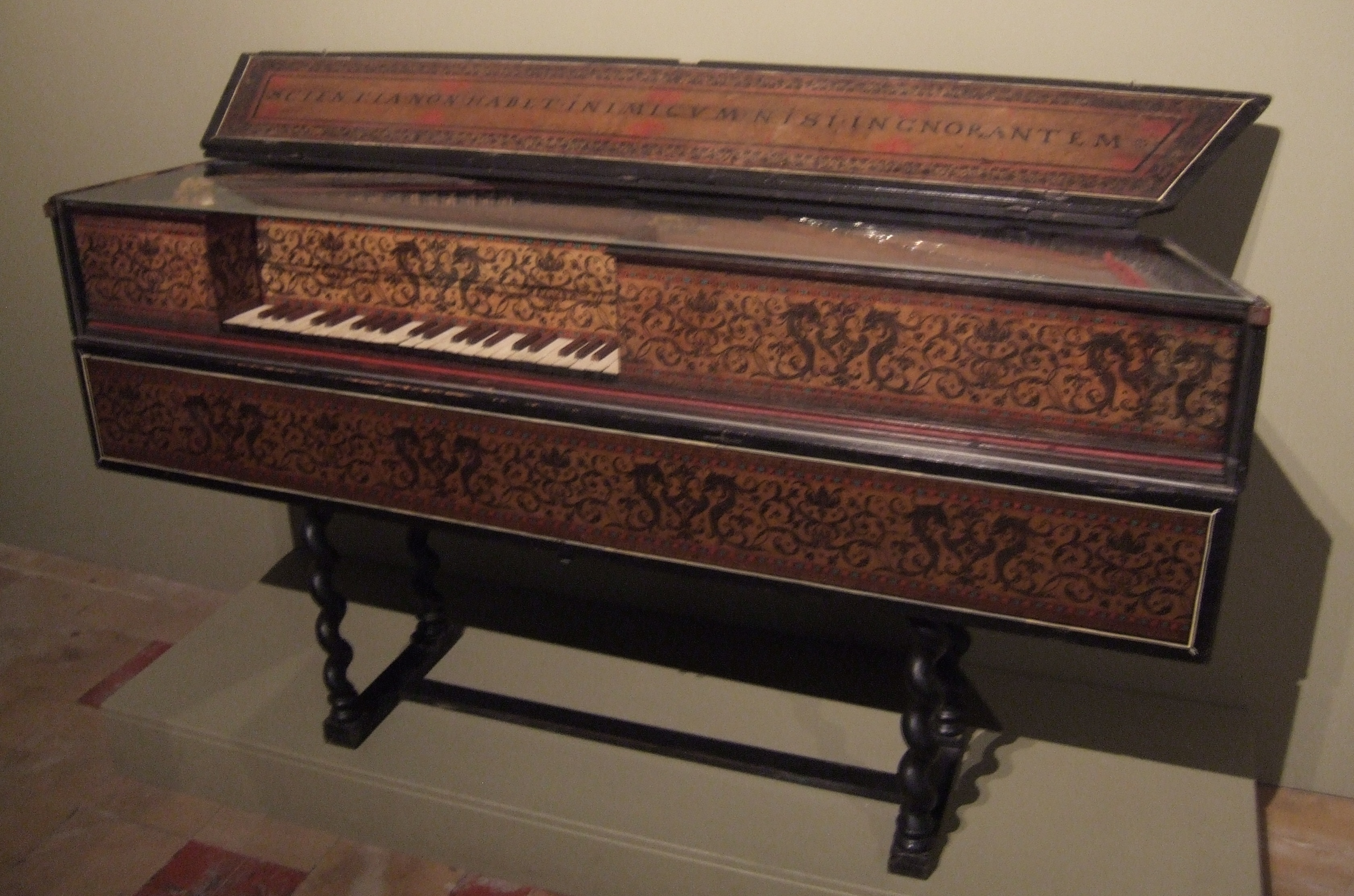
Virginal polygonal de 1591
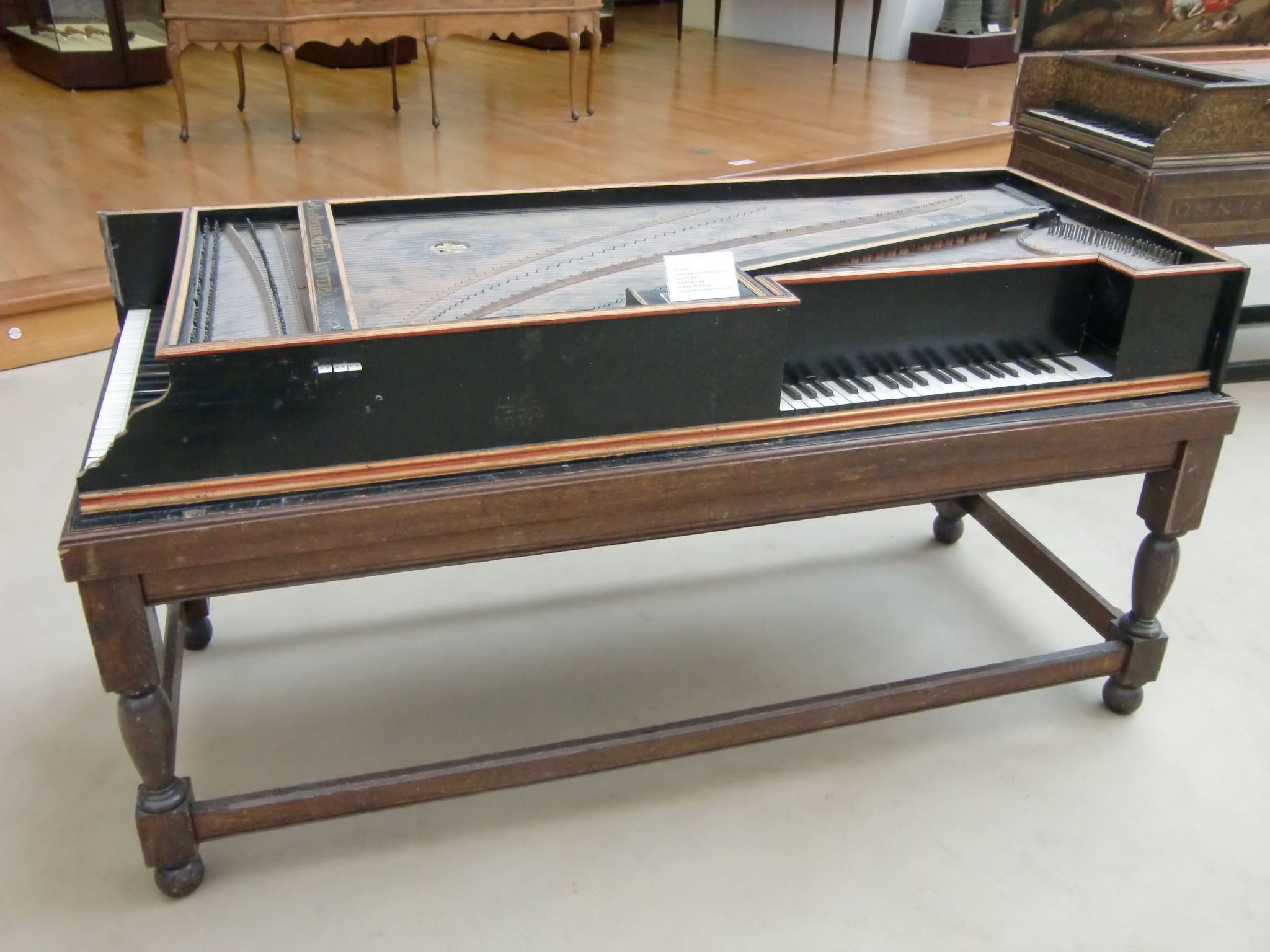
Combiné clavecin-virginal de 1594

Plusieurs instruments authentiquement Ruckers comportent une rosace avec ses initiales HR, mais peuvent avoir été (ou sont assurément) l'œuvre de Ioannes (« Hans le Jeune ») qui fut collaborateur de son père et reprit son atelier après sa mort, dans un premier temps avec son frère Andreas.
Il existe aussi un certain nombre d'instruments possédant une rosace à ses initiales, soit authentiquement flamands, soit contrefaits car les instruments signés Ruckers ont été extrêmement prisés.